# Vlado Tjernozemski

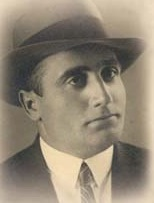
Vlado Tjernozemski.

Vlado Georgiev Tjernozemski eller Vlado Georgiev Černozemski (bulgariska och makedonska Владо Георгиев Черноземски), född Velitjko Dimitrov Kerin 19 oktober 1897 i byn Kamenitsa i Osmanska riket (idag en del av Velingrad i Bulgarien), död 9 oktober 1934 i Marseille i Frankrike, var en makedonsk revolutionär med makedonskt påbrå som stred för ett förenat Makedonien. Moderns familj kom från byn Gorno Draglisjte, nära Razlog i Pirinmakedonien. Han blev medlem i VMRO 1922. 
I oktober 1934 var Jugoslaviens kung Alexander I på statsbesök i Frankrike för att stärka de båda ländernas relation. Den 9 oktober besökte Alexander Marseille och färdades i bil tillsammans med den franske utrikesministern Louis Barthou. Plötsligt rusade Černozemski fram och sköt ihjäl kungen, Barthou samt bilens chaufför. Černozemski själv sablades genast ned av en fransk polisman till häst.
Černozemski förövade attentatet på uppdrag av Ivan Michailovs VMRO (bulgariska: Vatreshna Makedono-Odrinska Revolyutsionna Organizatsiya; makedonska: Vnatrešna Makedonska Revolucionerna Organizacija; svenska: Inre Makedonska Revolutionära Organisationen), som hade starka band till bland annat den kroatiska extremnationalistiska organisationen Ustaša.